# Янгстаун
Я́нгстаун (англ. Youngstown) — місто (англ. city) в США, адміністративний центр округу Магонінґ. Місто також займає частину сусіднього округу Трамбалл. Муніципалітет розміщений на річці Магонінґ приблизно за 105 кілометрів на південний схід від Клівленда та 100 кілометрів на південний схід від Піттсбурга у Пенсільванії. Янгстаун утворює власну агломерацію, проте його часто включають до більших агломерацій: Піттсбурга, що простягається на три штати, або Великого Клівленда. Янгстаун лежить за 16 кілометрів на захід від кордону з Пенсильванією на трасі 80 приблизно посередині на шляху від Нью-Йорка до Чикаго. Населення — 60 068 осіб (2020).
Місто назване на честь Джона Янґа — першопоселенця з містечка Вайтстаун у штаті Нью-Йорк, котрий заснував у Янгстауні перші тартак та млин. Місто розташоване у регіоні Сполучених Штатів, який часто називають Іржавим, або Індустріальним поясом. Традиційно відомий як центр виробництва сталі, після краху сталеливарної промисловості у 1970-их роках Янгстаун частково занепав, закрилися найбільші промислові підприємства. Янгстаун також лежить при підніжжі гір Аппалачі, у місцевості, відомій як Огайські Апалаччі (англ. Appalachian Ohio). Згідно з пеперисом населення 2010 року місто з загальною чисельністю мешканців 66 982, 9-те найбільше у штаті. Проте з 1960 років Янгстаун втратив близько 60% свого населення.

## Історія

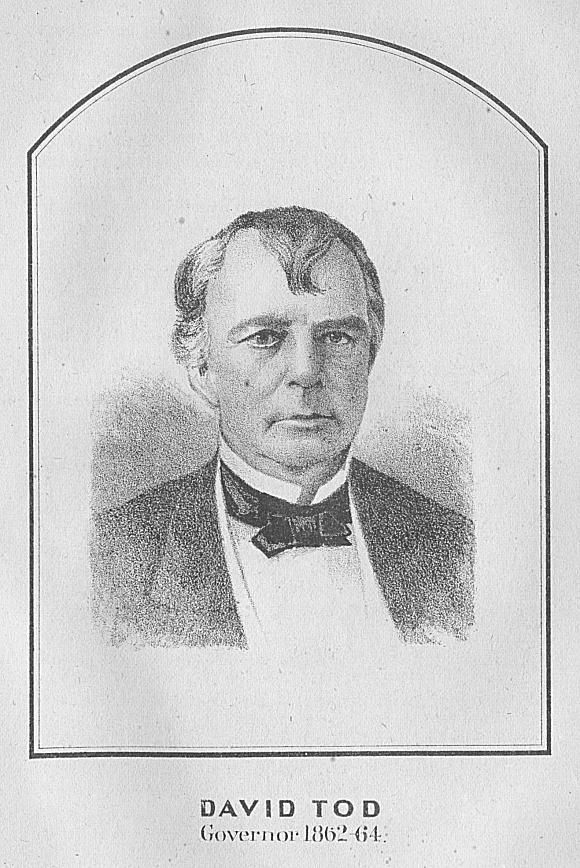
Губернатор Девід Тод

Місто назване вчесть нью-йоркця Джона Янга, що оселився тут після 1796 року, коли вперше відвідав цю місцевість. 9 лютого 1797 року Янг купив у Western Reserve Land Company володіння площею 15 560 акрів (63 км²) за $16 085. Відтак засноване 1797 року поселення було офіційно внесене в реєстр 19 серпня 1803 року.
Територія, яка нині входить до міста, раніше була частиною Західного резерву Коннектикуту — частини Північно-Західної території, яку заселяли мешканці штату Коннектикут. Проте, хоча значна частина поселенців й прибувала з Коннектикуту, у Янгстауні оселилося багато шотландсько-ірландських переселенців із сусідньої Пенсільванії.

## Географія
Янгстаун розташований за координатами 41°5′57″ пн. ш. 80°38′45″ зх. д. / 41.09917° пн. ш. 80.64583° зх. д. (41.099095, -80.645902).  За даними Бюро перепису населення США в 2010 році місто мало площу 89,59 км², з яких 87,94 км² — суходіл та 1,64 км² — водойми.
Янгстаун розміщений у долині Магонінґ на льодовиковому плато Аллегейні. Наприкінці останнього льодовикового періоду льодовики утворили рівномірну рівнину з невеликими долинами, які утворює річка Магонінґ, котра перетинає місцевість. Озера, що були утворилися у місцях, де льодовики перегороджували потоки, невдовзі висохли, залишивши родючі ґрунти.

### Клімат
| Клімат : Янгстаун       | Клімат : Янгстаун | Клімат : Янгстаун | Клімат : Янгстаун | Клімат : Янгстаун | Клімат : Янгстаун | Клімат : Янгстаун | Клімат : Янгстаун | Клімат : Янгстаун | Клімат : Янгстаун | Клімат : Янгстаун | Клімат : Янгстаун | Клімат : Янгстаун | Клімат : Янгстаун |
| Показник                | Січ.              | Лют.              | Бер.              | Квіт.             | Трав.             | Черв.             | Лип.              | Серп.             | Вер.              | Жовт.             | Лист.             | Груд.             | Рік               |
| Абсолютний максимум, °C | 21,7              | 23,9              | 27,8              | 32,2              | 35,0              | 37,2              | 39,4              | 37,8              | 37,2              | 31,1              | 26,7              | 24,4              | 39,4              |
| Середній максимум, °C   | 0,3               | 2,3               | 7,7               | 15,0              | 20,5              | 25,2              | 27,4              | 26,6              | 22,4              | 15,9              | 9,4               | 2,5               | 14,6              |
| Середній мінімум, °C    | −7,2              | −6,3              | −2,4              | 3,3               | 8,2               | 13,0              | 15,4              | 14,6              | 10,8              | 5,3               | 1,1               | −4,4              | 4,3               |
| Абсолютний мінімум, °C  | −30               | −26,7             | −23,3             | −11,7             | −4,4              | −1,1              | 4,4               | 0,0               | −2,8              | −6,7              | −17,2             | −24,4             | −30               |
| Норма опадів, мм        | 65                | 55                | 75                | 85                | 96                | 99                | 109               | 82                | 95                | 70                | 81                | 76                | 988               |
| Днів з опадами          | 17,1              | 14,3              | 14,1              | 14,5              | 13,6              | 12,3              | 10,7              | 10,0              | 10,6              | 11,5              | 14,1              | 17,2              | 160,0             |
| Днів зі снігом          | 13,6              | 10,4              | 7,5               | 2,8               | 0                 | 0                 | 0                 | 0                 | 0                 | 0,8               | 3,7               | 11,5              | 50,3              |
| ----------------------- | ----------------- | ----------------- | ----------------- | ----------------- | ----------------- | ----------------- | ----------------- | ----------------- | ----------------- | ----------------- | ----------------- | ----------------- | ----------------- |
| Джерело: NOAA,          |                   |                   |                   |                   |                   |                   |                   |                   |                   |                   |                   |                   |                   |

### Місцевості
У Янгстауні є такі мікрорайони:
- Арлінґтон-Гайтс
- Бічвуд
- Бел
- Браунлі-Вудс
- Бакей-Плет
- Корнерсберг
- Коттедж-Ґров
- Центр (Downtown)
- Даун-зе-Гілл (Саузсайд)
- Фіфс-Авеню
- Фостервілл
- Ґарден-Дистрикт
- Гезелтон
- Ідора
- Індіан-Вілледж
- Кіркмер
- Ленсдоун
- Ленсінґвілл
- Лінкольн-Ноллз
- Магонінґ-Коммонз
- Ньюпорт
- Норз-Гайтс
- Оук-Гілл
- Огайо-Векс
- Перфоменс-Плейс
- Плезент-Ґров
- Рівербенд
- Рокі-Ридж
- Солт-Спрінґс
- Шенлі
- Сайнсвілл
- Шерон-Лайн
- Смокі-Голлоу
- Університет

## Демографія
Згідно з переписом 2010 року, у місті мешкали 66 982 особи в 26 839 домогосподарствах у складі 15 150 родин. Густота населення становила 748 осіб/км².  Було 33123 помешкання (370/км²).
Расовий склад населення:
| - 47,0 % — білих - 45,2 % — чорних або афроамериканців - 0,4 % — корінних американців - 0,4 % — азіатів - 3,3 % — осіб інших рас |

До двох чи більше рас належало 3,7 %. Частка іспаномовних становила 9,3 % від усіх жителів.
За віковим діапазоном населення розподілялося таким чином: 22,8 % — особи молодші 18 років, 61,4 % — особи у віці 18—64 років, 15,8 % — особи у віці 65 років та старші. Медіана віку мешканця становила 38,0 року. На 100 осіб жіночої статі у місті припадало 96,9 чоловіків;  на 100 жінок у віці від 18 років та старших — 95,0 чоловіків також старших 18 років.
Середній дохід на одне домашнє господарство  становив 34 564 долари США (медіана — 24 133), а середній дохід на одну сім'ю — 40 888 доларів (медіана — 30 705). Медіана доходів становила 34 064 долари для чоловіків та 26 036 доларів для жінок. За межею бідності перебувало 38,3 % осіб, у тому числі 60,6 % дітей у віці до 18 років та 14,2 % осіб у віці 65 років та старших.
Цивільне працевлаштоване населення становило 21 848 осіб. Основні галузі зайнятості: освіта, охорона здоров'я та соціальна допомога — 26,6 %, виробництво — 14,1 %, мистецтво, розваги та відпочинок — 13,7 %.
Позаяк протягом 1960–2010 років населення Янгстауна впало на 60%, показник незаселеності міста вищий у 12 разів, ніж середньостатистичний у Сполучених Штатах.

### Українці в Янгстауні
Українці з Лемківщини та Закарпаття почали селитися у Янгстауні з 1880-их років, але найбільше їх прибуло в 1900-их роках. Першу греко-католицьку парафію заснували закарпатці на початку 1900-их pp., галичани — 1909, православну — 1922. Усіх церковних громад, в яких є українці, — 7.
До другої світової війни в Янгстауні жило всього 6 — 7 тис. українців, після закінчення війни їх чисельність подвоїлася.
У післявоєнний час у місті діяло 12 відділів братських організацій, клуби та суспільні організації, кілька народних домів. Між війнами щорічно відбувався Український Національний День, а закарпатці мали свій «Ruthenian Day». З кінця 1940-их pp. постали відділ УККА, Пласт, Спілка Української Молоді, Ліґа Молоді Північної Америки, працюють церковні хори, школа українознавства.
Тут проживали українські актриси, відомі за виступами в Театрі Миколи Садовського і в Руському театрі Ужгорода — сестри Валентина Стахура і Євгенія Черкасенко.

## Відомі особистості
У місті народився:
- Лоренс Бравнлі (* 1972) — американський оперний співак.
- Луїс Гарц (1919—1986) — американський політолог.
- Джеймс Трафікант (* 1941) — американський політик.

## Міста-побратими
- Салерно, Італія
- Списька Нова Весь, Словаччина
- Сурда, Палестина
- Аль-Біре, Палестина
- Сана, Ємен
- С'юдад-Обрегон (Сонора), Мексика
- Akko, Ізраїль